# Eaglemont
Eaglemont är en förort i kommunen City of Banyule i delstaten Victoria i Australien, 10 km nordöst från Melbournes centrum. Vid 2021 års folkräkning hade Eaglemonk 3 .960 invånare.
Området var tidigare känt som Mount Eagle, men bytte namn till Eaglemont och delades upp av Eaglemont Estate Company 1889.

## Historia
Två fastigheter byggdes i området på 1840-talet, "Leighton" byggdes av Bolden bröderna, medan "Hartlands" byggdes av romanförfattaren S J Browne. "Hartlands" var belägen på den upphöjda delen känd som Mount Eagle som delades upp år 1853. Området förblev jordbruksland, bortsett från ett stort hus och trädgårdar, som heter "Mount Eagle” som byggdes i slutet av 1850-talet av parlamentsledamot JH Brooke.
När exploateringen av Australien var som mest intensiv under 1800-talet, köptes Mount Eagle och Leigthon av ett syndikat och uppdelat. Området fick namnet Mount Eagle estate. Mount Eagle området förblev osålt och stod tomt fram till 1888 då det gjordes tillgängligt för en grupp konstnärer. Denna grupp kom att kallas Heidelbergskolan, och inkluderade Tom Roberts, Arthur Streeton, Charles Conder och Fredrik McCubbin.
År 1915 fick Walter Burley Griffin i uppdrag att utforma en underavdelning till Mount Eagle Estate. I hans design ingår böjda gator som följer landets konturer, och privata parker som ett tidigt exempel på vad som på engelska kallas för Garden suburb design (förortsträdgårdsdesign). År 1916 skapade han den närbelägna Glenard Estate på liknande principer. Burley Griffin fick sin hemvist i Eaglemont på 23 Glenard Drive i ett litet sk. ”knitlockhus” vid namn "Pholiota” sida vid sida med hans svågers, Roy Lippincott, hus på nr. 21. Burley Griffin med hustru Marion Mahony ritade många hus i området.
Eaglemont Post Office öppnades 14 oktober 1929, en tid efter öppnandet av järnvägsstationen 1926. 

## Nutid

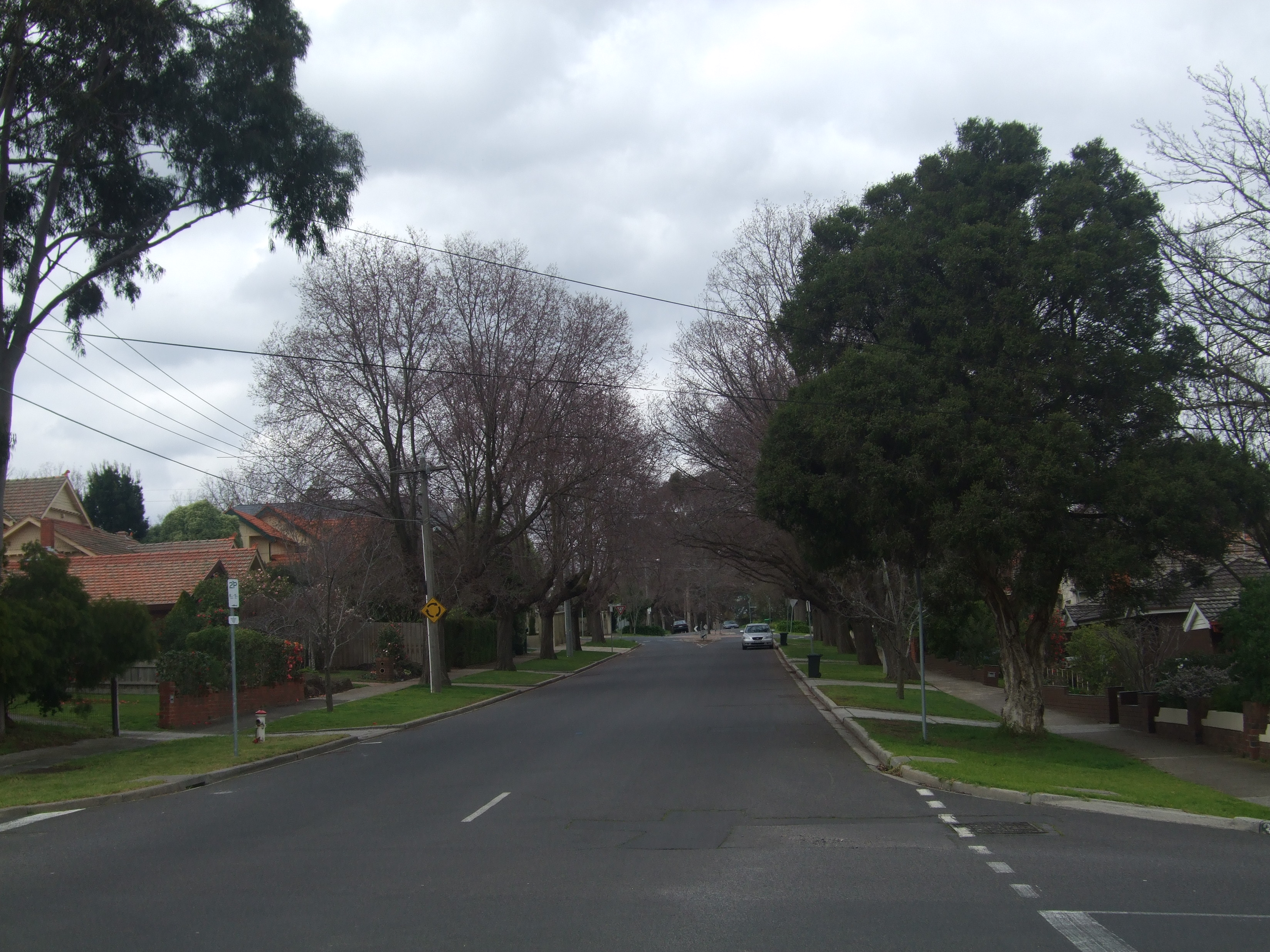
Utsikt på Odenwald Road, en gata i Eaglemont

Eaglemont lilla affärsgatan inkluderar en pressbyrån / licensierat postkontor, fruktbutik, och livsmedelsbutik, tillsammans med The Eagle Bar, en pub med alkoholaffär. Huspriserna i förorten är bland de högsta i Melbourne, det är välkänt att det är svårt att köpa hus här, då det sällan läggs ut hus till försäljning på marknaden. Förorten är väl servad av kollektivtrafik, med egen järnvägsstation, samt ett flertal busslinjer.

## Kända Eaglemontbor
Eaglemont har varit hem för många kända invånare genom åren. Många av dem har varit inblandade i de konstnärliga yrken, inklusive:
- Harold Desbrowe Annear - arkitekt
- Robin Boyd - arkitekt
- Charles Conder - konstnär
- Murray Griffin - konstnär
- Walter Burley Griffin - arkitekt och stadsplanerare
- Frederick McCubbin - konstnär
- Tom Roberts - konstnär
- Katherine Lee - konstnär
- Frederick Romberg - arkitekt
- Arthur Streeton - konstnär
- Walter Manke - konstnär